# Исюткино
Исюткино (мар. Исуткан) — деревня в Горномарийском районе Марий Эл Российской Федерации. Входит в состав Пайгусовского сельского поселения.
Численность населения — 65 чел. (2014 год).

## География
Располагается в 2,5 км от административного центра сельского поселения — села Пайгусово.

## История
Название деревни происходит от имени одного из первопоселенцев (Исут). Впервые упоминается в 1859 году. В 1922 году в деревне имелась паровая мельница. В 1930 году жителями деревни организован колхоз «Борец», позднее укрупнённый в колхоз имени Лысенко.

## Население
| 2002 | 2010 | 2014 |
| ---- | ---- | ---- |
| 71   | ↘64  | ↗65  |